# Gracillarioidea
Los gracilarioideos (Gracillarioidea) son un gran superfamilia de lepidópteros del suborden Glossata que contiene cuatro familias del clado sin rango Ditrysia. Son generalmente de pequeño tamaño. Las orugas son minadores del tejido vegetal. Hay alrededor de 113 géneros descritos distribuidos en todo el mundo; los minadores de hojas más comunes están en la familia Gracillariidae. 

## Familias
- Amphitheridae - Bucculatricidae - Gracillariidae[1]

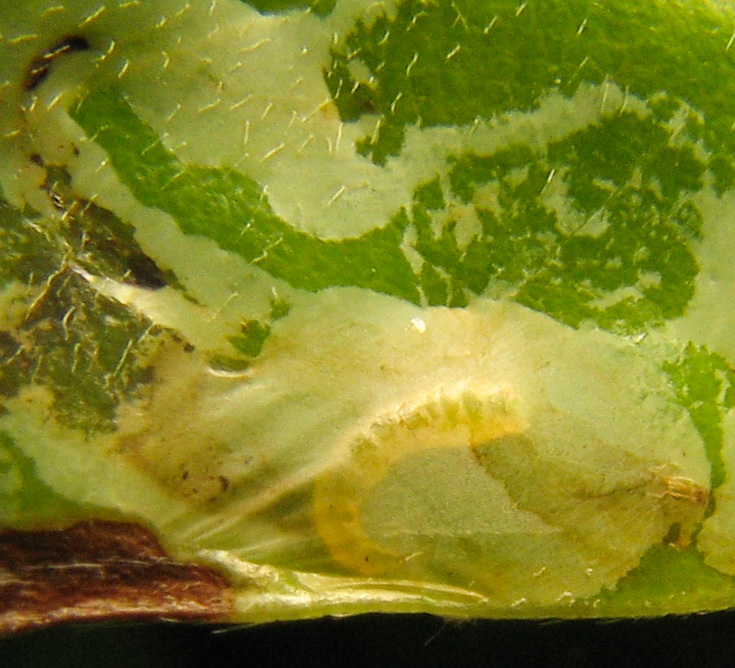
Phyllocnistis magnoliella, minador de hojas de magnolias.